# Ortensio (Cicerone)
Ortensio (Hortensius seu De philosophia liber) è un dialogo perduto di Marco Tullio Cicerone, scritto nel 45 a.C.
Il titolo dell'opera è stato dedicato all'oratore Quinto Ortensio Ortalo, prima storico avversario e di seguito grande amico di Cicerone, pur non condividendo alcune idee. Infatti Cicerone voleva diffondere la filosofia nel mondo romano mediante gli scritti greci di Aristotele (il dialogo prende spunto dalla sua opera Protrettico, cosicché i lettori latini potessero avere una visione più limpida e positiva della vita).
I protagonisti del dialogo erano appunto Cicerone, Lutazio Catulo, Lucullo e Ortensio, il primo dei quali esortava i suoi amici a ricredersi sulle loro idee contro lo studio della filosofia.

## La testimonianza di Sant'Agostino
Agostino d'Ippona, meglio noto come Sant'Agostino, lascia una testimonianza dell'esistenza dell'Ortensio nelle sue Confessioni, scritte nel 398. Quando aveva diciassette anni, era stato mandato a studiare retorica a Cartagine. Fu intorno al suo diciannovesimo anno di età che nella scuola gli capitò di leggere appunto il dialogo Hortentius, che avrebbe condotto Agostino ad amare moltissimo lo studio della filosofia latina e soprattutto quella classica di Cicerone.

## Il contenuto sopravvissuto
Nelle Confessioni Sant'Agostino cita uno dei punti più importanti del dialogo tra Cicerone ed Ortensio. Il secondo ritiene che filosofare sia inutile perché non giova per niente al benessere umano. Infatti l'uomo deve dedicare la vita non solo alla ricerca del piacere spirituale, ma anche e soprattutto alla gioia fisica. A questo punto interviene Marco Tullio ribattendogli che nulla è più piacevole e appagante della sapienza e del pensiero filosofico. Infatti egli, citando anche Platone, ritiene che alcuni particolari princìpi del mondo e dell'universo non siano spiegabili mediante l'uso del corpo, ma si possono comprendere solo usando la ragione. E chiede lui: "Cosa farebbe allora l'uomo se si è perso solo nel piacere fisico?"
Ponendo molte proposizioni interrogative nel discorso, Cicerone spiega ad Ortensio che l'uomo solo grazie all'intelletto riesce a sollevarsi dalla misera condizione in cui si trovano le creature, gli animali e le piante, per poter essere superiore in tutto e che soprattutto questa facoltà del pensare bisogna molto coltivarla studiando le grandi opere dei famosi filosofi dell'antica Grecia.